# Тихопілля
Тихопі́лля — село в Україні, у Лозівській міській громаді Лозівського району Харківської області. Населення становить 508 осіб. До 2020 орган місцевого самоврядування — Тихопільська сільська рада.

## Географія
Село Тихопілля знаходиться на правому березі річки Бритай, русло якої в цьому місці використовується під Канал Дніпро — Донбас. Вище за течією примикає село Благодатне, нижче за течією на відстані 4 км — село Мечебилове. Через село проходить автомобільна дорога Р79.

## Історія
В околицях села Тихопілля розташовано близько десяти давніх курганів різних археологічних культур, котрі майже не досліджені. 
У XVI—XVII століттях. територія  Дике Поле була майже не заселеною. 
В межах XVI - першої половини XVIII століть ймовірне існування козацького поселення, що належало до Орільської паланки Війська Запорізького Низового.
У 1776 року приєднано до Російської імперії Азовської губернії Личківського повіту.
8 жовтня 1802 року Тихопілля (В той час Михайлівка) у складі Катеринославської губернії Павлоградського повіту Різдв'янської волості.
7 березня 1923 року Тихопілля увійшло до складу Лозівського району Різдв'янської волості
У липні 1926 року Тихопілля передано до складу  Лозівського району Харківської округи, а з 1929 року — до складу Харківської області.
20 грудня 2018 року до Лозівської міської громади доєдналася Тихопільська територіальна громада.
19 липня 2020 року Тихопілля увійшло до складу Лозівського району, Лозівської міської громади. Раніше село входило до складу ліквідованого в той же час Лозівського району (1923—2020).

## Населення

### Мова
Розподіл населення за рідною мовою за даними перепису 2001 року:
| Мова       | Кількість | Відсоток |
| ---------- | --------- | -------- |
| українська | 486       | 95.67%   |
| російська  | 21        | 4.13%    |
| білоруська | 1         | 0.20%    |
| Усього     | 225       | 100%     |

## Економіка
- Вирощування зернових культур
- Роздрібна торгівля напоями та тютюновими виробами в спеціалізованих магазинах

1. ↑  Рідні мови в об'єднаних територіальних громадах України — Український центр суспільних даних